# Mislippi
 (septembre 2018).
Si vous disposez d'ouvrages ou d'articles de référence ou si vous connaissez des sites web de qualité traitant du thème abordé ici, merci de compléter l'article en donnant les références utiles à sa vérifiabilité et en les liant à la section « Notes et références ».
Mislippi est une localité du Cameroun situé dans la région de l'Extrême-Nord, le département du Mayo-Danay et l'arrondissement de Gobo, à proximité de la frontière avec le Tchad. 